# 戈登·亚当
戈登·亚当（英語：Gordon Adam，1915年5月26日—1992年3月27日），美国前男子赛艇运动员。他曾代表美国参加1936年夏季奥林匹克运动会赛艇比赛，获得男子八人单桨有舵手金牌。